# Avia B-156

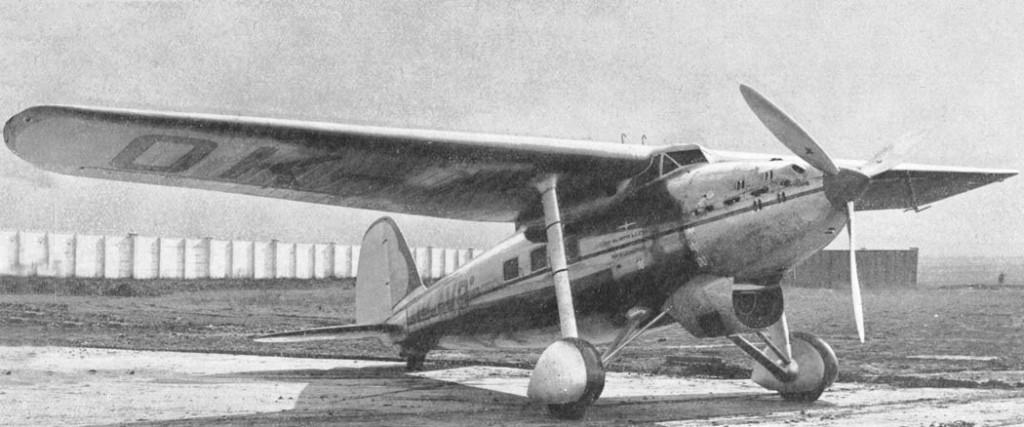
Avia B-156

De Avia B-156 (ook wel bekend als Av-156) is een Tsjechoslowaakse hoogdekker passagiersvliegtuig gebouwd door Avia. De eerste vlucht vond plaats in 1934.

## Specificaties
- Bemanning: 2
- Capaciteit: 6 passagiers
- Lengte: 10,55 m
- Spanwijdte: 15,1 m
- Vleugeloppervlak: 38 m2
- Leeggewicht: 2 305 kg
- Startgewicht: 3 790 kg
- Motor: 1× een door Avia gebouwde Hispano Suiza 12 Ydrs, 625 kW (850 pk) elk
- Maximumsnelheid: 350 km/h
- Kruissnelheid: 330 km/h
- Plafond: 6 200 m
- Vliegbereik: 950 km
- Klimsnelheid: 5 m/s